# 李光复
李光复（1946年10月13日—），是中国大陆男演员，北京人，毕业于北京艺术学校，1960年进入北京人艺，北京人民艺术剧院国家一级话剧演员，影视演员，新中国功勋艺术家。

## 電視劇
- 1996《东周列国·春秋篇》曹刿
- 2001《冬天不冷》国东父
- 2004《巾帼英雄穆桂英》寇准
- 2004《天下第一楼》常贵
- 2004《天一生水》范棱
- 2004《夜半歌声》医生
- 2005《中国式结婚》丁医泉
- 2007《生死桥》梁喜福
- 2007《忘不了》老爷子
- 2008《我们的80年代》满父
- 2008《考生一家亲》杜大海
- 2008《肇事追踪》罗组
- 2008《狼烟北平》大兵黄
- 2009《新包青天之七侠五义》张别古
- 2009《雾都猎狐(出生入死)》钱孝义
- 2009《媳妇的美好时代》毛建华
- 2010《夺粮剿匪记(食为天)》杨奇山
- 2010《王海涛今年四十一》马大爷
- 2010《蚁族的奋斗》虎沂东
- 2010《无名高地》徐大海
- 2011《我的经济适用男》何志国
- 2011《川军团血战到底》方掌柜
- 2011《离婚前规则》张向东
- 2011《新包青天》叶森
- 2011《吃亏是福》蔡师傅
- 2011《家产》霍建东
- 2012《青春期撞上更年期2》邓龙
- 2012《远亲近邻》赵大哥
- 2012《皮五传奇》孙大礼
- 2012《幸福满屋》─
- 2012《老男孩》何学之
- 2012《独生子》李立群
- 2012《无贼》乔父
- 2012《找北》李父
- 2013《双独家庭的奢侈品》唐父
- 2013《包青天之开封奇案》石健
- 2013《正阳门下》破烂候
- 2013《兵变1929》─
- 2013《福山恋》李宝生
- 2014《历史转折中的邓小平》飾 胡耀邦
- 2014《新济公活佛》林员外
- 2014《武媚娘传奇》魏征
- 2015《想明白了再结婚》
- 2015《三个奶爸》饰 陶父
- 2015《情满四合院》飾 阎埠贵
- 2016《参工传奇》飾 刘仁义
- 2016《义道》飾 张都统
- 2017《人民的名义》飾 郑西坡
- 2017《熟男养成记》飾 费明理
- 2017《青恋》飾 年初一
- 2018《爱情的边疆》飾 老高
- 2018《爱国者》飾 薛唯方
- 2018《最美的青春》飾 陈广济
- 2018《正阳门下小女人》飾  片ㄦ爺
- 2018《唐磚》飾 太上皇─李淵
- 2018《原生之罪》（網絡劇）飾 张局
- 2019《爱上你治愈我》飾 赵忠旺
- 2019《猴票》飾  海爷
- 2019《七月与安生》飾 林爷爷
- 2019《剑王朝》飾 薛忘虚
- 2020《幸福院》飾 赵精神
- 2020《塞上风云记》（兼任"艺术总监"）飾 裕大人
- 2020《民初奇人传》（網絡劇）飾 墨知山（客串）
- 2020《锦绣南歌》飾 崔太博（客串）
- 2020《山海蓝图》飾 丁永胜
- 2021《长歌行》飾 孙思邈
- 2021《谁是凶手》（網絡劇）飾 夏援朝
- 2021《问天》饰 李地丰
- 2021《赖猫的狮子倒影》饰 古雄川
- 2022《人世间》饰 明部長（客串）
- 2022《运河边的人们》饰 严老（客串）
- 2023《人生之路》饰 德顺爷（客串）
- 2023《后浪》饰 宋亦仁
- 2023《铁马豪情的日子》(2019年拍攝)饰 康玉清
- 2024《当代玩家》（網絡劇）饰 李古商
- 2024《向前一步》饰 呂校長
- 待播《中国天眼》
- 待播《东方球王》
- 待播《寻找北极星》
- 待播《摸金符》（網絡劇）
- 待播《老兵荣耀》
- 待播《叵测》（網絡劇）
- 待播《长安二十四计》
- 待播《玉茗茶骨》（網絡劇）饰 许阁老

## 外部
- 李光复在豆瓣上的资料（简体中文）
- 李光复在互联网电影资料库（IMDb）上的資料（英文）
- 李光复的新浪微博